# Callet
Callet es una cepa de uva tinta (Vitis vinifera) originaria de la isla de Mallorca, en España. Es una planta rústica y poco vigorosa, pero de alto rendimiento (sobrevivió a la crisis de la filoxera posiblemente por su alta producción). Tiene racimos de tamaño medio y compactos. Las bayas son de tamaño grande y forma redonda. Produce vinos de baja graduación, teniendo problemas para superar los 12,5º de alcohol probable y baja coloración, salvo en casos excepcionales en que las prácticas culturales, terreno y clima (terroir) permiten obtener vinos de alta expresión. En cualquier caso presenta un aroma peculiar muy interesante a nivel enológico. Según la Orden APA/1819/2007, de 13 de junio (BOE del día 21), esta variedad vinífera está recomendada en la comunidad autónoma de las islas Baleares. Forma parte de las denominaciones de origen Binissalem y Pla i Llevant.
- Datos: Q8255592